# Les Évadés du temps
Les Évadés du temps est une série de neuf romans pour la jeunesse mêlant science-fiction et fantastique, écrite par Philippe Ébly et publiée en France de 1977 à 1988. Elle a d'abord paru chez Hachette dans la collection Bibliothèque verte avant d'être partiellement rééditée aux Éditions Degliame.

## Personnages principaux
- Didier et Thierry : deux adolescents de seize ou dix-sept ans.
- Kouroun : adolescent venant du pays de Ganéom et qu'il a quitté à jamais pour guider Didier et Thierry.
- Noïm : sosie de Didier, c'est une créature magique ayant pris forme humaine et dotée de pouvoirs extraordinaires.

## Liste des titres

### Les Trois Portes
- Éditions :
  - Publication : 1977, Hachette, coll. : Bibliothèque verte, cartonné, texte original. Illustrations de Claude Lacroix. 181 p.  (ISBN 2-01-004277-8).
  - Réédition : 1983, Hachette, coll. : Bibliothèque verte, cartonné (série hachurée), texte original. Illustrations de Claude Lacroix. 190 p.  (ISBN 2010042778),  (EAN 9782010054631).
  - Réédition : septembre 2004, Degliame, coll. : Le Cadran bleu no 45. Illustrations de Reno (couverture), 132 p.  (ISBN 2-914088-53-1),  (EAN 9782914088534).
- Résumé : Thierry et Didier font une randonnée dans la forêt de Brocéliande en Bretagne. Il pleut à verse, la nuit tombe et ils tentent de trouver un endroit pour dormir. Quand ils voient une auberge, ils se sentent sauvés, mais l'accueil n'est pas chaleureux. On leur indique qu'il n'est pas possible de manger ou de dormir, alors que l'établissement a l'air calme, jusqu'au moment où Thierry parle d'une réservation car c'est son anniversaire. Ce mensonge va tout débloquer et ils semblent alors les bienvenus. Le repas est cordial et ils passent une bonne nuit. Le lendemain, l'aubergiste leur demande de sortir par derrière et ils s'exécutent sans broncher. Cependant une fois dehors, le paysage ne semble plus le même. En faisant le tour de l'auberge, ils ne retrouvent pas la route ! Ils tentent de revenir à l'intérieur, mais c'est impossible. Ils décident donc d'explorer ce nouveau territoire. Ils comprennent alors qu'ils sont passés dans un monde parallèle avec des créatures étranges. Pour retourner chez eux, on leur indique qu'il n'existe que trois portes pour cela, mais qu'on n'est pas certain qu'elles soient encore en état de marche. Kouroun, leur hôte, accepte de les guider.
- Articles connexes :
  - 1977 en science-fiction
- Liens externes :
  - sur iSFdb
  - sur le site de la BNF

### Le Voyageur de l'au-delà
- Le Voyageur de l'au-delà
- Publication : 1978
- Réédition : septembre 2004 chez Degliame)
- Résumé :

### Volontaires pour l'inconnu
- Volontaires pour l'inconnu
- Publication : 1980
- Réédition : 2005 chez Degliame)
- Résumé :

### Un frère au fond des siècles
- Un frère au fond des siècles (réédition : 2005 chez Degliame)
- Publication : 1981
- Réédition :
- Résumé :

### Chasse au tigre en Corrèze
- Chasse au tigre en Corrèze (réédition : 2005 chez Degliame)
- Publication : 1983
- Réédition :
- Résumé :

### Le Monstre aux deux têtes
- Le Monstre aux deux têtes
- Publication : 1984
- Réédition :
- Résumé :

### Descente au pays sans nom
- Descente au pays sans nom
- Publication : 1985
- Réédition :
- Résumé :

### Objectif: Nulle part
- Objectif : Nulle part
- Publication : 1986
- Réédition :
- Résumé :

### Les Dix Jours impossibles
- Les Dix Jours impossibles
- Publication : 1988
- Réédition :
- Résumé :